# Guenter Seidel
Guenter Seidel (Fischen im Allgäu, RFA, 23 de septiembre de 1960) es un jinete estadounidense que compitió en la modalidad de doma. Es públicamente homosexual.
Participó en tres Juegos Olímpicos de Verano, obteniendo tres medallas de bronce en la prueba por equipos: en Atlanta 1996 (junto con Robert Dover, Michelle Gibson y Steffen Peters), en Sídney 2000 (con Susan Blinks, Robert Dover y Christine Traurig) y en Atenas 2004 (con Lisa Wilcox, Deborah McDonald y Robert Dover).
Ganó dos medallas en el Campeonato Mundial de Doma, plata en 2002 y bronce en 2006, y una medalla de plata en los Juegos Panamericanos de 1995.

## Palmarés internacional
| Juegos Olímpicos     | Juegos Olímpicos              | Juegos Olímpicos  | Juegos Olímpicos |
| Año                  | Lugar                         | Medalla           | Categoría        |
| -------------------- | ----------------------------- | ----------------- | ---------------- |
| 1996                 | Atlanta (Estados Unidos)      | Medalla de bronce | Por equipos      |
| 2000                 | Sídney (Australia)            | Medalla de bronce | Por equipos      |
| 2004                 | Atenas (Grecia)               | Medalla de bronce | Por equipos      |
| Campeonato Mundial   |                               |                   |                  |
| Año                  | Lugar                         | Medalla           | Categoría        |
| 2002                 | Jerez de la Frontera (España) | Medalla de plata  | Por equipos      |
| 2006                 | Aquisgrán (Alemania)          | Medalla de bronce | Por equipos      |
| Juegos Panamericanos |                               |                   |                  |
| Año                  | Lugar                         | Medalla           | Categoría        |
| 1995                 | Mar del Plata (Argentina)     | Medalla de plata  | Por equipos      |